# غرغر (طائر)
الغِرْغِر أو الدجاج الحبشي أو الحبشيَّات أو ما يُعرف بالإنجليزية بـ الدجاج الغيني (الاسم العلمي: Numididae)، فصيلة من طائفة الطيور في رتبة الدجاجيات، على الرغم من أن بعض الجهات (مثل الاتحاد الأمريكي لعلماء الطيور) تقوم بإدراج الدجاج الحبشي كفُصَيْلَة، نوميديناي (Numidinae)، تحت فصيلة السماني. يرجع أصل الدجاج الحبشي إلى أفريقيا، أما الدجاج الحبشي الذي يأخذ شكل الخوذة (Helmeted Guineafowl) فقد تم استئناسه، أما كل من الأنواع الوحشية والبرية للطيور فقد تم جلبها في مكانٍ آخر.

## التسمية
يُعرف هذا النوع اليوم بأسماء أخرى مثل الدجاج الفرعوني أو دجاج خيبر وقد كان يُسمى عند المتقدمين أيضا: دَجَاج الحَبَشَةِ أو الغِرْغِر أو دَجَاج بَنِي إِسْرَائِيل.
الدجاج الحبشي دجاج إفريقي الأصل وقد حدث في بعض العاميات العربية خلط لمسماه مع الدجاج الرومي الذي استقدمه الأوروبيون من الأمريكيتين في بداية القرن السادس عشر ميلادي. وهما جنسان مختلفان من الطيور وإن كانا قريبين في النوع، وقد كان الدجاج الحبشي يستورد من إفريقيا ومن مدغشقر، واستقدمه التجار العثمانيون إلى أوروبا فبهم عُرف. وكان يُسمى الدجاج التركي (بالإنجليزية: Turkey fowl) قبل أن يختلط مسماه عند الإنجليز أيضا ليصير إلى طائر الديك الرومي ويصير مسمى النوع الإفريقي منه هو الداجن الغيني نسبة لإفريقيا (بالإنجليزية: Guineafowl). أما اسمه العلمي Numididae فهو نسبة إلى نوميديا أو الشمال الإفريقي.

## وصف الدجاج الحبشي وبيئته
إن هذه الفصيلة من الطيور التي تعتمد في غذائها على الـحشرات والبذور وتبني عشها على الأرض تشبه طيور الـحجل، ولكن رؤوسها ذات ريش أقل، بالرغم من أن كلا من فرديْ جنس جوتيرا (Guttera) لديه عُرف أسود مميز، كما يمتلك الدجاج الحبشي النسر (Vulturine Guineafowl) بقعةً بنيةً ملساء في مؤخرة عنقه. معظم أنواع الدجاج الحبشي لديه ريش رمادي داكن أو قريب إلى السواد وبه بقع بيضاء كثيفة، ولكن يفتقد كلٌ من فرديْ جنس أجيلاستيس (Agelastes) وجود هذه البقع (كما يحدث مع الأنواع المستأنسة المختلفة للدجاج الحبشي الذي يأخذ شكل الخوذة). في حين أن أنواعًا عديدة تُعد معروفة نسبيًا، يظل الدجاج الحبشي المُغطى بالريش وفرديْ جنس Agelastes غير معروفين إلى حدٍ ما.
وتُعتبر الأنواع المتوفر عنها معلومات في العادة أحادية الزواج، أي أنها تتزاوج مرة واحدة طيلة العمر. وعلى أي حال، فقد حدث تسجيل لحالات عرضية من المضارة (الزواج باثنتين) عند الدجاج الحبشي الذي يأخذ شكل الخوذة. تتصف جميع أنواع الدجاج الحبشي بأنها اجتماعية وتعيش في العادة في مجموعاتٍ صغيرة.
ويُقدر طول هذه الطيور الكبيرة من 40إلى 71 سنتيمتر، أي (16 إلى 28 بوصة)، وتزن من 700 إلى 1600 جرام، أي حوالي (24 إلى 56 أونصة).
يوجد الدجاج الحبشي الذي على شكل الخوذة وكذلك الدجاج الحبشي النسر عامةً في المواطن المفتوحة بالكامل أو المفتوحة جزئيًا مثل مناطق السافانا أو شبه الصحاري، بينما تقطن الأنواع الأخرى من الدجاج الحبشي الغابات بشكلٍ أساسي.
لقد حدث استئناس للدجاج الحبشي الذي يأخذ شكل الخوذة وكذلك جلبه من خارج نطاقه الطبيعي، على سبيل المثال في جنوب فرنسا (حيث يُعرَفون هناك باسم غرغر الدجاج الحبشي (أو الدجاج المزركش)), وفي الكاريبي (جزر الهند الغربية), والولايات المتحدة.
ويُستخدم الدجاج الحبشي أحيانًا للتحكم في القراد.

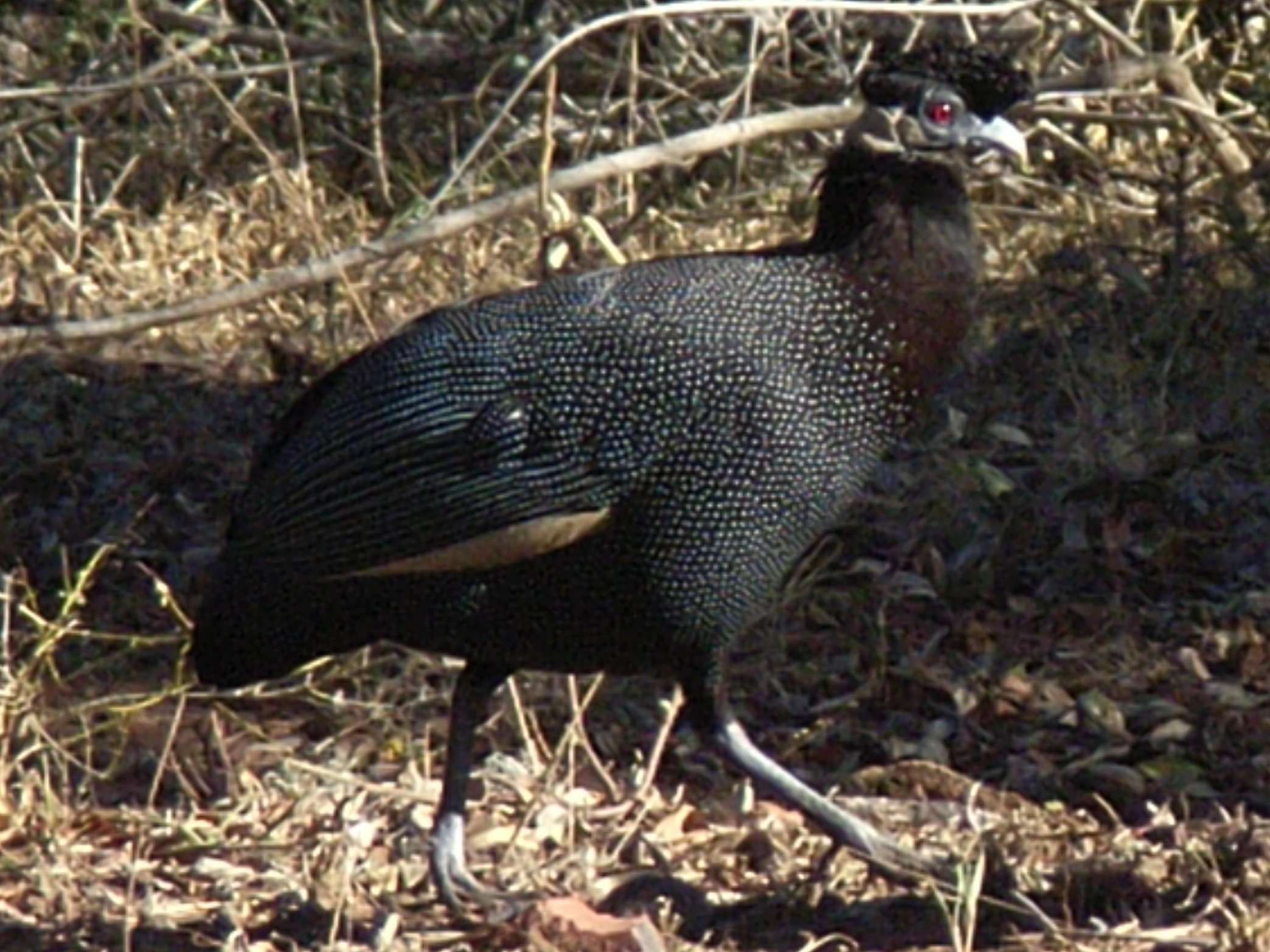
دجاج حبشي ذو عرف في جنوب أفريقيا
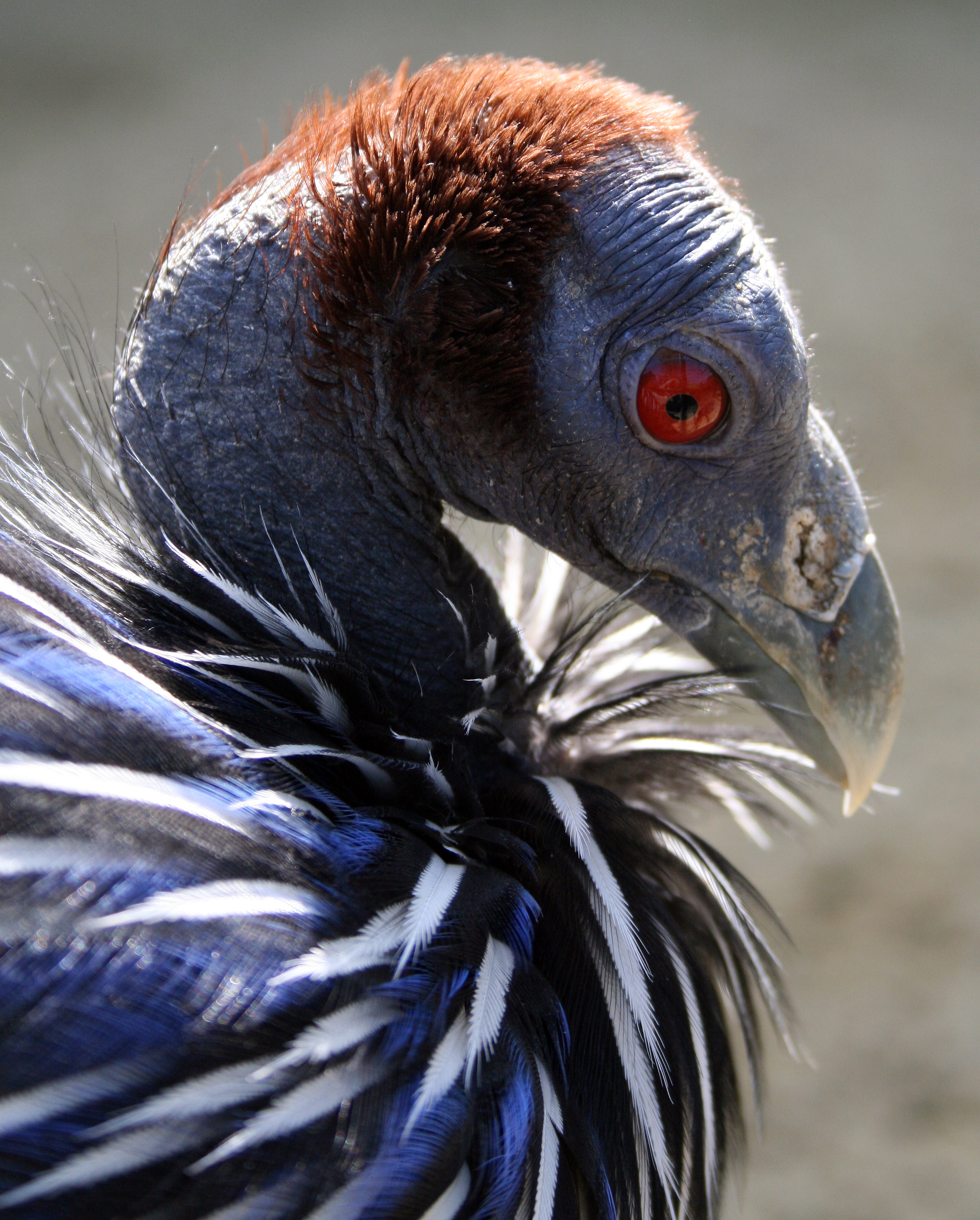
رأس دجاجة حبشية نسر
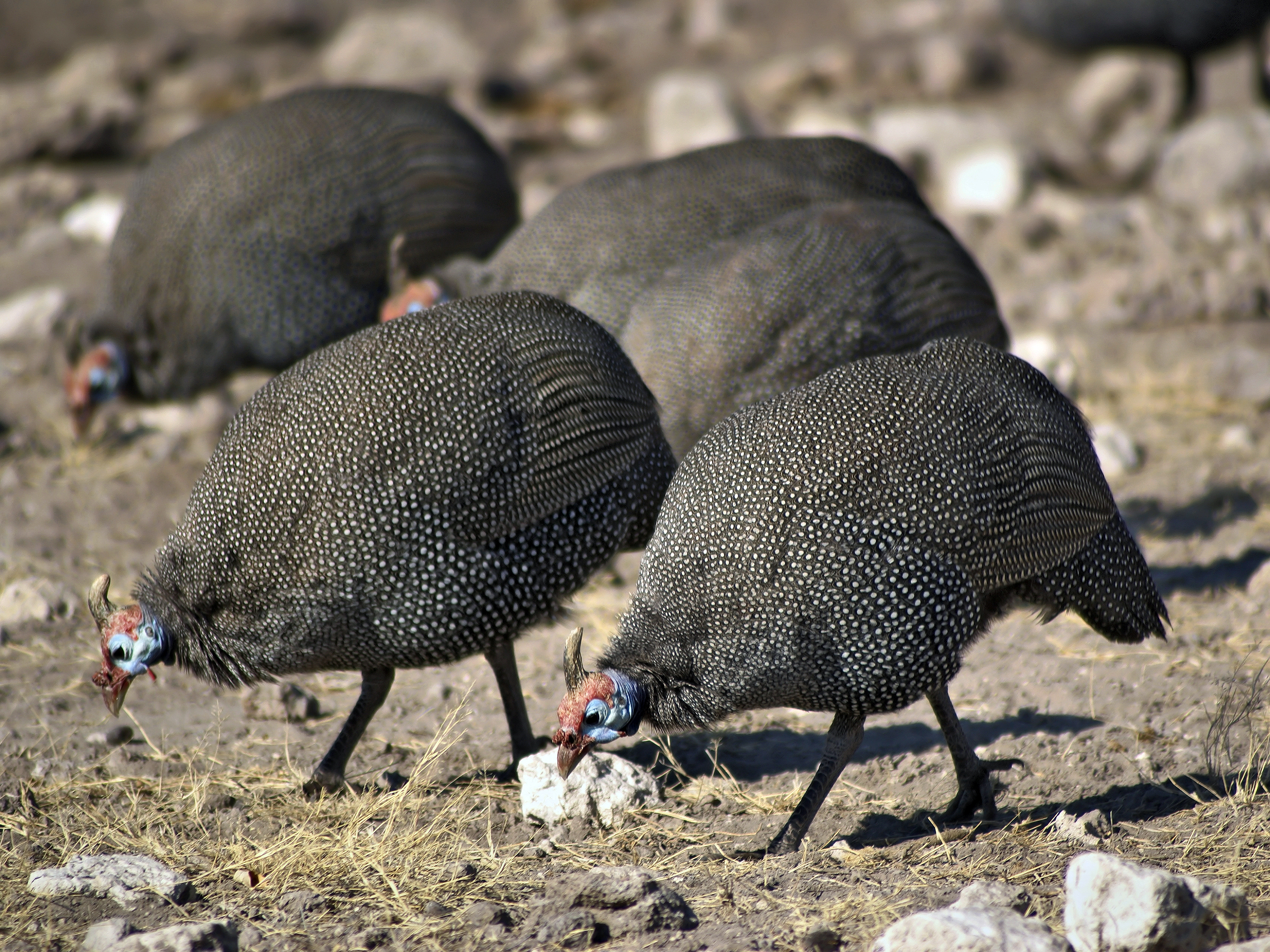
دجاج حبشي على شكل الخوذة في ناميبيا

## قائمة من الأنواع حسب الرتبة التصنيفية
فيما يلي قائمة من أنواع الدجاج الحبشي حسب الرتبة التصنيفية.
- الجنس Agelastes
  - دجاج حبشي أبيض الصدر، Agelastes meleagrides
  - دجاج حبشي أسود، Agelastes niger
- الجنس Numida
  - دجاج حبشي على شكل الخوذة، Numida meleagris
- الجنس Guttera
  - دجاج حبشي مغطى بالريش، Guttera plumifera
  - دجاج حبشي ذو عرف، Guttera pucherani
    - دجاج حبشي كيني ذو عُرف، Guttera (pucherani) pucherani
    - دجاج حبشي ذو عُرف، Guttera (pucherani) edouardi
- الجنس Acryillium
  - الدجاج الحبشي النسر، Acryllium vulturinum

## الدجاج الحبشي المستأنس
للدجاج الحبشي تاريخٌ طويل من الاستئناس، يتضمن ذلك بشكلٍ أساسي الدجاج الحبشي الذي يأخذ شكل الخوذة، فهم عادةً في المملكة المتحدة كانوا يُعرفون باسم "gleanies". أما صغار الدجاج فيُعرفون باسم ("keets")، وحجمهم صغير جدًا عند الفقس. ويتم الاحتفاظ بالصغار في صندوق مفقسة بداخل المنزل حتى يكتمل عمرها ستة أسابيع، قبل نقلها إلى حظيرة مناسبة أو ضميمة. ويتغذى الدجاج على القمل، والديدان، والنمل، والعناكب، وبذور الحشائش، حين يكون في نطاق مجموعتهم، أو يمكن أيضًا أن يتغذى على فتات مرقد الدجاج(وهو نوع من أعلاف الطيور التجارية) عندما يُربى في حظيرة. يُشبه اللحم المطبوخ للدجاج الحبشي الدجاج في شكله، وهو ذو نكهة مختلطة ما بين الدجاج والديك الرومي.

## كتابات أخرى
- Madge and McGowan, Pheasants, Partridges and Grouse. ISBN 0-7136-3966-0
- Martínez, I. (1994). "Family Numididae (Guineafowl)", p. 554–570 in; del Hoyo, J., Elliott, A. & Sargatal, J. eds. Handbook of the Birds of the World, Vol. 2. New World Vultures to Guineafowl. Lynx Edicions, برشلونة. ISBN 84-87334-15-6

## وصلات خارجية
- Smallholder Directory
- Guineafowl videos on the Internet Bird Collection
- SPPA article on Guinea Fowl Early Birds: Guinea Fowl by Dennis Headley